# 国家地方警察千葉県本部
国家地方警察千葉県本部（こっかちほうけいさつちばけんほんぶ）は、旧警察法時代に存在した千葉県の都道府県国家地方警察で、自治体警察を設けない地域を管轄区域とする。また、国家地方警察東京警察管区本部の行政管理を受ける。
1954年（昭和29年）の新警察法の公布により廃止され、新たに都道府県警察として千葉県警察が発足した。

## 組織
1948年（昭和23年）時点
- 総務部
  - 秘書調査課、会計課
- 警務部 　 
  - 人事装備課、教養課
- 刑事部 　 
  - 捜査課、鑑識課、防犯統計課
- 警備部 　 
  - 警備課、交通課、通信課

## 地区警察署
1952年（昭和27年）時点
- 千葉地区警察署
- 葛南地区警察署
- 柏地区警察署
- 野田地区警察署
- 佐倉地区警察署
- 成田地区警察署
- 木下地区警察署
- 佐原地区警察署
- 小見川地区警察署
- 八日市場地区警察署
- 旭地区警察署
- 東金地区警察署
- 成東地区警察署
- 茂原地区警察署
- 一宮地区警察署
- 大原地区警察署
- 大多喜地区警察署
- 八幡地区警察署
- 牛久地区警察署
- 木更津地区警察署
- 湊地区警察署
- 館山地区警察署
- 千倉地区警察署
- 鴨川地区警察署

## 県内の自治体警察
- 千葉市警察